# WingNut Films
WingNut Films is een Nieuw-Zeelandse filmstudio, opgericht in 1988 door Peter Jackson. Het bedrijf werd internationaal bekend door de productie van de Lord of the Rings-trilogie.

## Geschiedenis
WingNut Films werd in 1988 opgericht door regisseur Peter Jackson als filmstudio voor zijn eigen werk. In maart 2003 verkreeg het bedrijf rechtspersoonlijkheid. 

### Rechtszaken
In 1992 werd regisseur Peter Jackson en WingNut Films aangeklaagd voor schending van de privacy van de familie Bradley in de horrorfilm Braindead. De zaak ging over het feit dat een grafsteen van een lid van de familie Bradley zonder toestemming in beeld werd gebracht.
In 2005 diende WingNut Films een klacht in tegen Lord of the Rings-distributeur New Line Cinema. Reden van het dispuut waren de inkomsten van de eerste Lord of the Rings-film "The Fellowship of the Ring". WingNut vond dat de een deel van de winst op o.a. de dvd-verkoop van de film aan hen toebehoorden.

## Filmografie
| Jaar | Film                                                | Opmerking |
| ---- | --------------------------------------------------- | --------- |
| 1986 | Red Crow and the Ghost Ship                         | Tv-film   |
| 1987 | Bad Taste                                           |           |
| 1989 | Meet the Feebles                                    |           |
| 1992 | Valley of the Stereos                               |           |
| 1992 | Braindead                                           |           |
| 1994 | Heavenly Creatures                                  |           |
| 1995 | Forgotten Silver                                    | Tv-film   |
| 1996 | Jack Brown Genius                                   |           |
| 1996 | The Frighteners                                     |           |
| 2001 | The Lord of the Rings: The Fellowship of the Ring   |           |
| 2002 | The Lord of the Rings: The Two Towers               |           |
| 2003 | The Lord of the Rings: The Return of the King       |           |
| 2005 | King Kong                                           |           |
| 2009 | District 9                                          |           |
| 2009 | The Lovely Bones                                    |           |
| 2011 | The Adventures of Tintin: The Secret of the Unicorn |           |
| 2012 | West of Memphis                                     |           |
| 2012 | The Hobbit: An Unexpected Journey                   |           |
| 2013 | The Hobbit: The Desolation of Smaug                 |           |
| 2014 | The Hobbit: The Battle of the Five Armies           |           |
| 2018 | Mortal Engines                                      |           |
| 2018 | They Shall Not Grow Old                             |           |